# Stäppsmalbi
Stäppsmalbi (Lasioglossum brevicorne) är en biart som först beskrevs av Schenck 1870.  Stäppsmalbi ingår i släktet smalbin och familjen vägbin.

## Taxonomi
Arten har två underarter, Lasioglossum brevicorne brevicorne och Lasioglossum brevicorne gomerense.

## Beskrivning
Ett tämligen litet, svart bi med en kroppslängd på 6 till 7 mm; hanen är något mindre än honan. Antennerna är mörka med gul undersida, det senare tydligast hos hanen. Clypeus (munskölden) och pannan är upphöjda. Hos hanen är spetsen på clypeus blekgul, och käkarna brungula. Även hanens bakre skenben och fötter är till övervägande del gula. Honan har otydliga, vita hårfläckar på sidorna av tergiterna 2 till 4.

## Ekologi
Stäppsmalbiet föredrar öppna habitat, gärna på sandiga eller lerbaserade jordar, som bland annat sandhedar och grustäkter. Det uppskattar markstöra områden, och återfinns ofta på militära övningsområden. Arten är oligolektisk, den lever främst på fibblor (i familjen korgblommiga växter) som rotfibbla, höstfibbla och rödfibbla. Den kan även besöka maskrosor i samma familj. Den förefaller ha en förkärlek för gula blommor. Flygtiden varar från maj till augusti (i vissa områden in i oktober) för honorna, från juli till mitten av augusti för hanarna..

### Fortplantning
Honorna bygger sina larvbon i marken i stora, öppna och glesbevuxna områden, gärna markstörda sådana. Bona anläggs ofta i glesa grupper, men det är inte känt om arten är någon egentligt eusocial (samhällsbildande) art.
Bona kan angripas av boparasiten punktblodbi, vars larver lever på det insamlade matförrådet sedan punktblodbihonan förstört värdäggen eller dödat värdlarverna.

## Utbredning
Arten förekommer i Europa, Nordafrika och Centralasien från England i väster till floden Don i östra Ryssland, och från Spanien i söder till södra Sverige. Utanför Europa förekommer den från Marocko till Afganistan. Underarten Lasioglossum brevicorne gomerense förekommer endast på Kanarieöarna.
I Sverige finns arten sällsynt i de södra delarna av landet: Skåne, Blekinge, östra Småland, Öland och Gotland. Risken är påtaglig att flera av lokalerna växer igen, och arten är därför rödlistad som sårbar ("VU"). Markexploatering för fritidsbyggnation kan också utgöra ett hot.
Arten saknas i Finland.
Globalt är arten hotad av habitatförlust till följd av skogsplantering, byggnation och sandtäkt. Den är därför rödlistad av IUCN som nära hotad ("NT").